# Pervomaiski (Nezamaievski)
Pervomaiski - Первомайский (rus) és un possiólok, un poble, del krai de Krasnodar, a Rússia. Es troba a la vora del riu Babitxeva, un afluent del Ieia, a 37 km al nord-oest de Novopokróvskaia i a 169 km al nord-est de Krasnodar, la capital. Pertany al municipi de Nezamaievski.